# Mugeez
Rashid Abdul Mugeez, conhecido apenas pelo apelido Mugeez, é um cantor e compositor ganês. Nascido no bairro de Tema na cidade de Accra, alcançou sucesso notável através da sua presença no duo afrobeats/hiplife R2Bees (Refuse to Be Broke), formado por si com o seu primo Faisal Hakeem (aka Omar Sterling) em 2007. O último álbum lançado pelo duo, intitulado Site 15 (2019), conseguiu alcançar as dez melhores posições da tabela de álbuns oficial dos Estados Unidos. Em 2013, o artista recebeu uma nomeação na categoria "Melhor Artista Internacional: Árica" na cerimónia de prémios da Black Entertainment Television (BET). Mugeez continua até hoje a trabalhar com pessoas africanas na área de entretenimento, inclusive Wizkid, Mr Eazi e Davido. Também trabalhou com o músico inglês Ed Sheeran no tema "Boa Me", do cantor e rapper britânico-ganês Fuse ODG.
Em Abril de 2019, Mugeez fundou a Extrial Music, sua própria editora discográfica na qual promove os seus projectos a solo, assim como de artistas no auge de florescimento.